# آنری گرا (بازیکن فوتبال)
آنری گرا (فرانسوی: Henri Guérin‎؛ ۲۷ اوت ۱۹۲۱ – ۲ آوریل ۱۹۹۵) بازیکن و مربی سابق فوتبال اهل فرانسه بود.
از باشگاه‌هایی که در آن بازی کرده‌است می‌توان به باشگاه فوتبال رن، و باشگاه فوتبال رن، اشاره کرد.
وی همچنین در تیم ملی فوتبال فرانسه بازی کرده‌است.